# Eremophila praecox
Eremophila praecox är en flenörtsväxtart som beskrevs av Chinnock. Eremophila praecox ingår i släktet Eremophila och familjen flenörtsväxter. Inga underarter finns listade i Catalogue of Life.